# ساجيف جون
ساجيف جون (بالفرنسية: Sajeev John) (و. 1957  م) هو فيزيائي، وأستاذ جامعي كندي.

## التعليم
تعلم في معهد ماساتشوستس للتكنولوجيا، وجامعة هارفارد، وجامعة بنسيلفانيا.

## جوائز
حصل على جوائز منها:
- ضابط وسام كندا (29 ديسمبر 2017)[5]
- Brockhouse Medal  [لغات أخرى]‏ (2007)
- جائزة إلكترونيات الكم  [لغات أخرى]‏ (2007)
- جائزة الملك فيصل العالمية في العلوم (2001)
- زمالة الجمعية الملكية الكندية
- IEEE David Sarnoff Award [الإنجليزية]‏
- زمالة الجمعية الأمريكية الفيزيائية
- زمالة غوغنهايم.